# Hugo Vandermersch
Hugo Vandermersch (* 5. Mai 1999 in Blendecques) ist ein französischer Fußballspieler.

## Karriere
Vandermersch begann mit dem Fußballspielen in der Jugendabteilung des US Boulogne und durchlief dort alle Jugendmannschaften. Im Sommer 2017 wechselte er in der Reservemannschaft des SM Caen in die 5. Liga. Im Sommer 2019 unterschrieb er bei seinem Verein seinen ersten Profivertrag und er rückte in den Kader der ersten Mannschaft in der Ligue 2 auf und kam dort auch zu seinem Profidebüt, als er am 23. August 2019, dem 5. Spieltag, beim 1:1-Auswärtsunentschieden gegen Chamois Niort in der Startformation stand.
Nach vier Spielzeiten und zwei Toren in 105 Ligaspielen wurde er Anfang September 2023 für den Rest der Saison nach Deutschland zum Zweitligisten SV Elversberg verliehen. In der 2. Bundesliga absolvierte er 26 Ligaspiele und erzielte dabei 2 Tore.
Im September 2024 wechselte Vandermersch zum FC St. Gallen.